# Адерс, Гебхард
Гебхард Адерс (нем. Gebhard Aders) род. 1939, Дюссельдорф, Рейнская провинция) — немецкий архивариус и писатель. С 1978 по 2002 год возглавлял Порцское отделение Исторического архива Кёльна на правом берегу Рейна.

## Биография
Родился в Дюссельдорфе, в семье государственного архивариуса Гюнтера Адерса, посещал гимназию Паулинум в Мюнстере. После окончания гимназии он сначала несколько лет служил временным офицером в ВВС, а затем в 1965 году решил стать архивариусом. После стажировки в районном архиве Кемпена летом 1965 года он начал обучение в городском архиве Бонна. В 1968 году сдал первый экзамен на высшую архивную службу в Марбургской архивной школе и в том же году второй карьерный экзамен в Бонне.
В 1977 году Кёльн предложил ему должность руководителя Порцского филиала Исторического архива города. Он занимал этот пост с января 1978 года по май 2002 года.
В дополнительную обязанность входила работа редактором и соавтором ежегодника, издаваемого Ассоциацией истории и краеведения на правом Рейне в Кёльне. В качестве управляющего директора этой ассоциации ему удалось увеличить число членов до более чем 700 и увеличить доходы, так что ассоциация смогла профинансировать два исследовательских проекта в 1990-х годах.
Через несколько лет после выхода на пенсию Адерс поселился в Альтенберге в Мюнстерланде, где активно занимался краеведческими исследованиями и ведением общественного архива.

## Публикации (выборка)
Первоначально Адерс увлекался историей войн.
- Die Schlacht auf der Tönis- und Fischelner Heide 1758, in: Heimatbuch des Kreises Kempen-Krefeld, Kempen 1969. (нем.)
- Bonn als Festung. Ein Beitrag zur Topographie der Stadt und zur Geschichte ihrer Belagerungen (Veröffentlichungen des Stadtarchivs Bonn, Band 12), Bonn, 1973. (нем.)
- Die rechtsrheinischen preußischen Befestigungen Kölns, in: Rechtsrheinisches Köln, Bd. 5, Köln 1979. (нем.)
- Geschichte der Deutschen Nachtjagd 1917—1945, Stuttgart 1977, 2. Aufl. Stuttgart 1978, englische Lizenzausgaben London 1979, 1982. (нем.)
- Der Luftangriff der Royal Air Force am 4. Juli 1943 und die deutschen Abwehrmaßnahmen, in: Rechtsrheinisches Köln, Bd. 9/10, Köln 1983/84. (нем.)
- Jagdgeschwader 51 «Mölders» — Eine Chronik. Stuttgart 1985. (нем.)
- Kriegsereignisse im rechtsrheinischen Kölner Raum in den Jahren 1795 und 1796, in: Rechtsrheinisches Köln, Bd. 18, Köln 1992. (нем.)
- Die Kölner Flugabwehr und ihre Schülersoldaten im Zweiten Weltkrieg, Teil 1-3, in: Rechtsrheinisches Köln, Band 19-21, Köln 1993-96. (нем.)
- Der Luftkrieg gegen Köln — Legenden und Tatsachen, in: Jahrbuch des Kölnischen Geschichtsvereins, Bd. 75, Köln 2004. (нем.)
- Der Bombenkrieg — Strategien der Zerstörung, Köln 2004. (нем.)
- In Martin Rüther: Köln im Zweiten Weltkrieg, Köln 2005, die Bearbeitung der Luftkriegsgeschichte. (нем.)

Адерс также написал 30 журнальных статей и монографий по истории войн, особенно воздушных, в Германии, Великобритании, США, Франции, Италии и Чехословакии.
За время его работы редактором ежегодника «Правобережный Кёльн» было опубликовано более 30 статей по различным аспектам местной истории на правом берегу Рейна. Он написал несколько статей о пригородах Кёльна на правом берегу Рейна для «Справочника исторических мест в Северном Рейне-Вестфалии».